# Eurycantha calcarata
Eurycantha calcarata è un insetto della famiglia Lonchodidae, ordine dei Fasmidi, endemico dell'Australasia.
In particolare è nativo della Nuova Guinea, Nuova Caledonia e delle Isole Salomone. Il suo habitat tipico sono le foreste pluviali dove può essere trovato tra il fogliame o al suolo.

## Descrizione
Eurycantha calcarata presenta una colorazione che varia dal verde pallido delle neanidi al marrone scuro degli adulti. Entrambi i sessi sono atteri e con piccole spine lungo il torace e le zampe.
La femmina adulta misura intorno ai 15 cm ed ha una colorazione bruno-rossastra su tutto il corpo; presenta antenne lunghe e filiformi di circa 5 cm.
Il maschio adulto invece misura circa 11 cm e la sua corporatura, di color marrone scuro, è simile a quella dell'esemplare femminile. Il maschio, a differenza della femmina, nei femori delle zampe posteriori, particolarmente ingrossati, presenta una spina ricurva di circa 0,7 cm, che viene utilizzata come unica arma di difesa.
Questa spina è talmente grande e coriacea che viene usata come amo da pesca in Nuova Guinea.

## Biologia
Questa specie è tipicamente notturna mentre di giorno gli esemplari si raggruppano e si nascondono sotto le cortecce o nelle cavità degli alberi.
Solitamente gli Euricantha calcarata si riproducono per via sessuata, ma anche la partenogenesi è possibile. Le uova, deposte dalla femmina qualche settimana dopo i primi accoppiamenti, sono di forma cilindrica e misurano 8.2 mm di lunghezza e 4 mm di larghezza.
Le uova si schiudono dopo 5 mesi circa dalla deposizione e le neanidi misurano circa 2 cm presentando una colorazione marrone o verde chiaro su tutto il corpo; lo stadio adulto viene raggiunto dopo 6 mesi circa, e gli esemplari vivono per altri 8 mesi circa.

### Alimentazione
L'Eurycantha calcarata è erbivoro e si nutre di foglie di eucalipto, fico, rovo, quercia ed edera.

## Distribuzione e habitat
Il fasmide è endemico delle foreste pluviali dell'Australasia.

## Galleria d'immagini

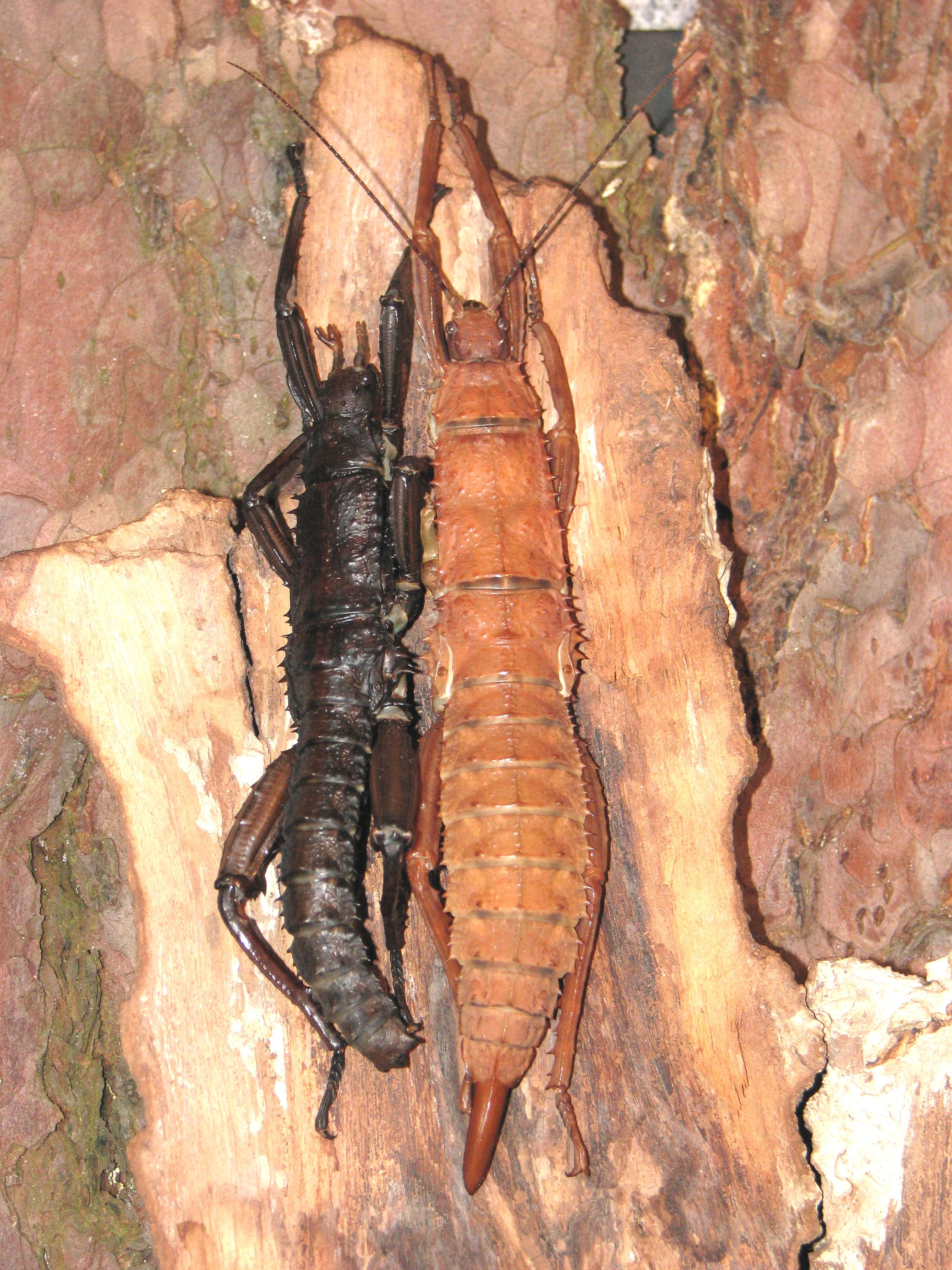
Coppia adulta
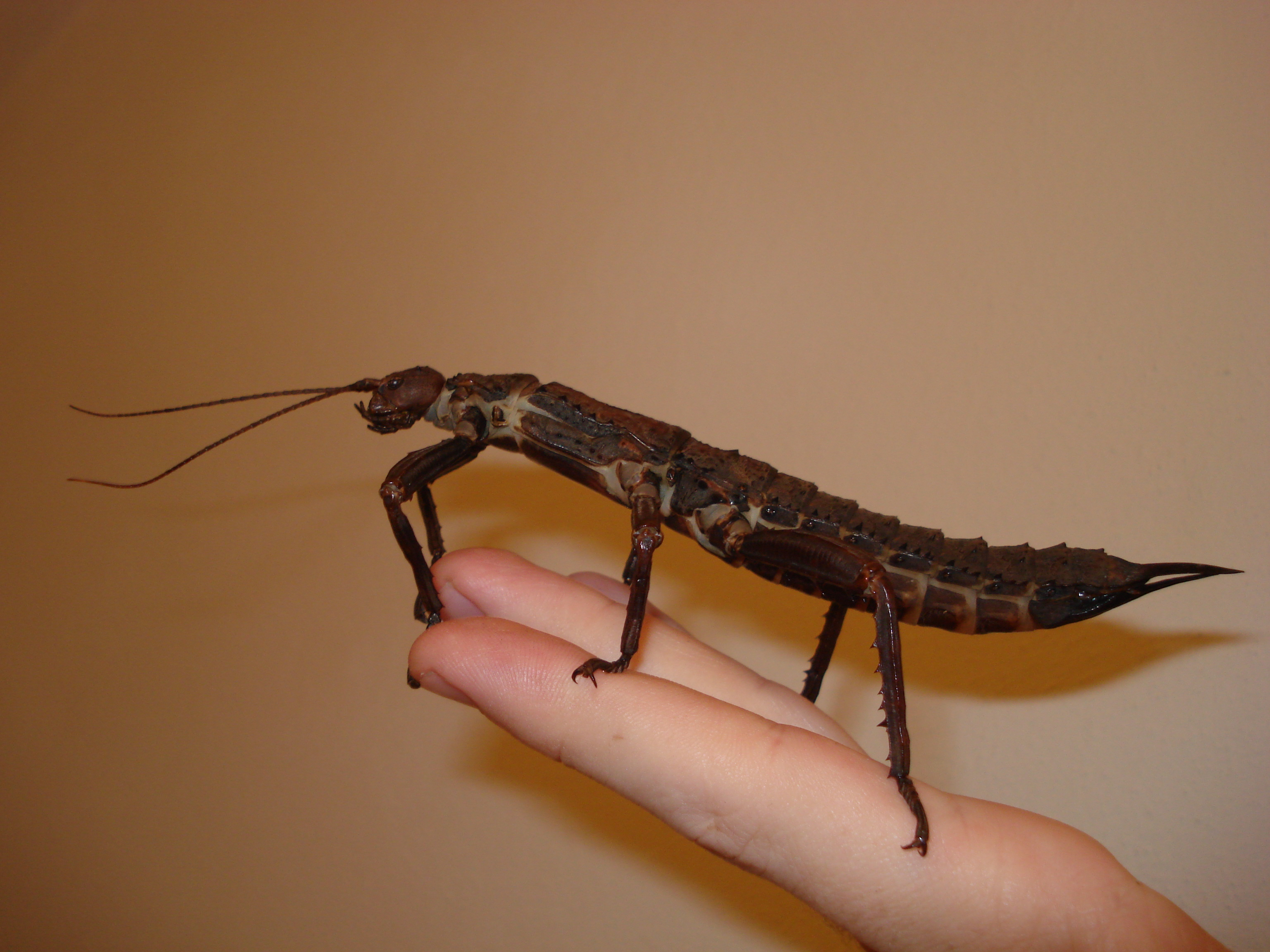
Femmina adulta
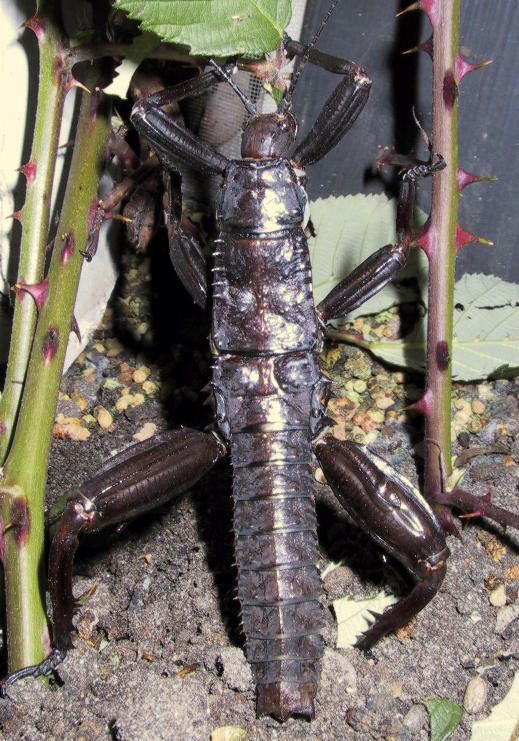
Maschio adulto
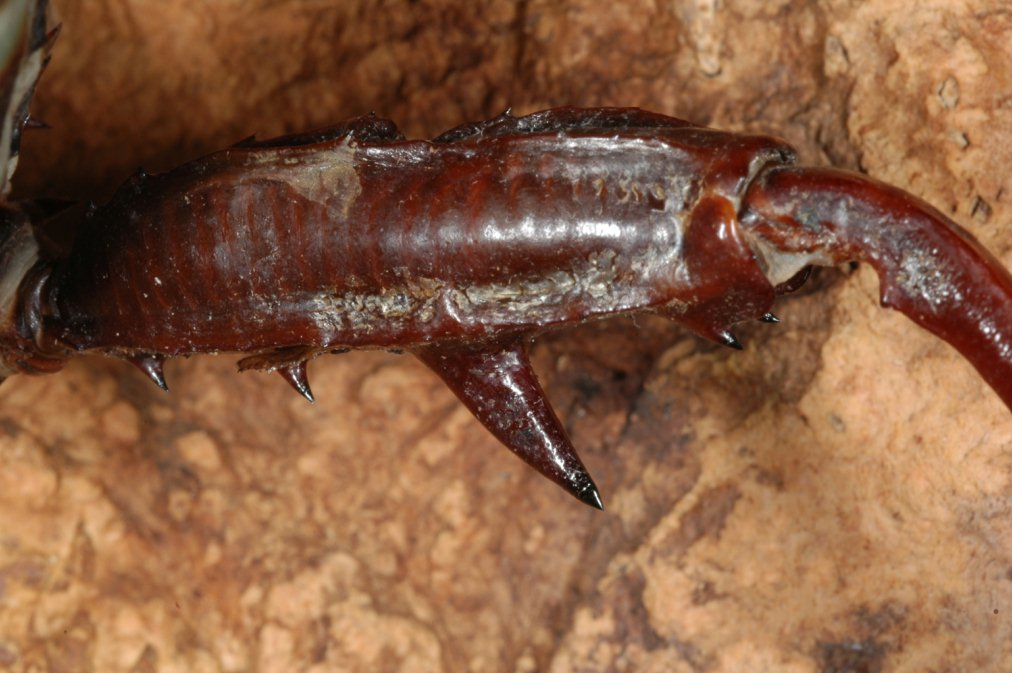
Spuntone del maschio adulto
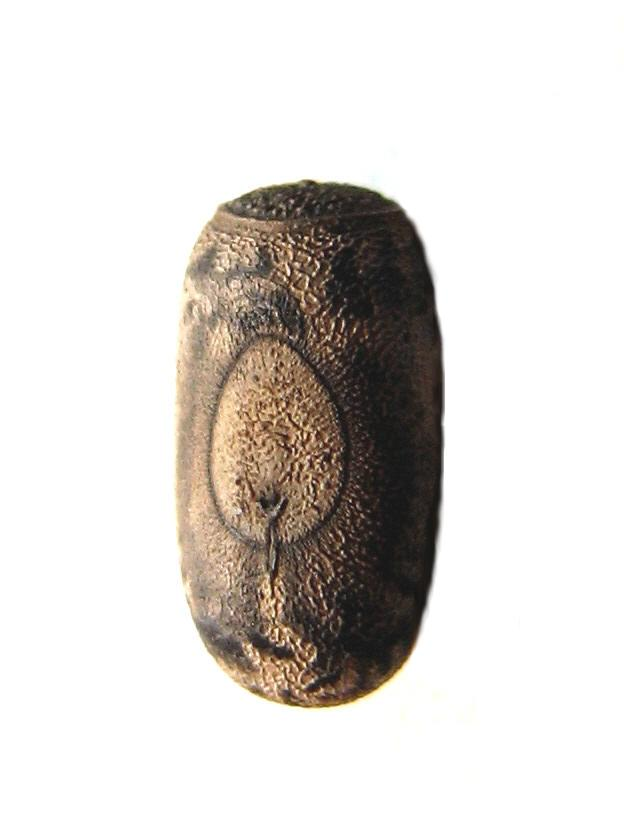
Uovo
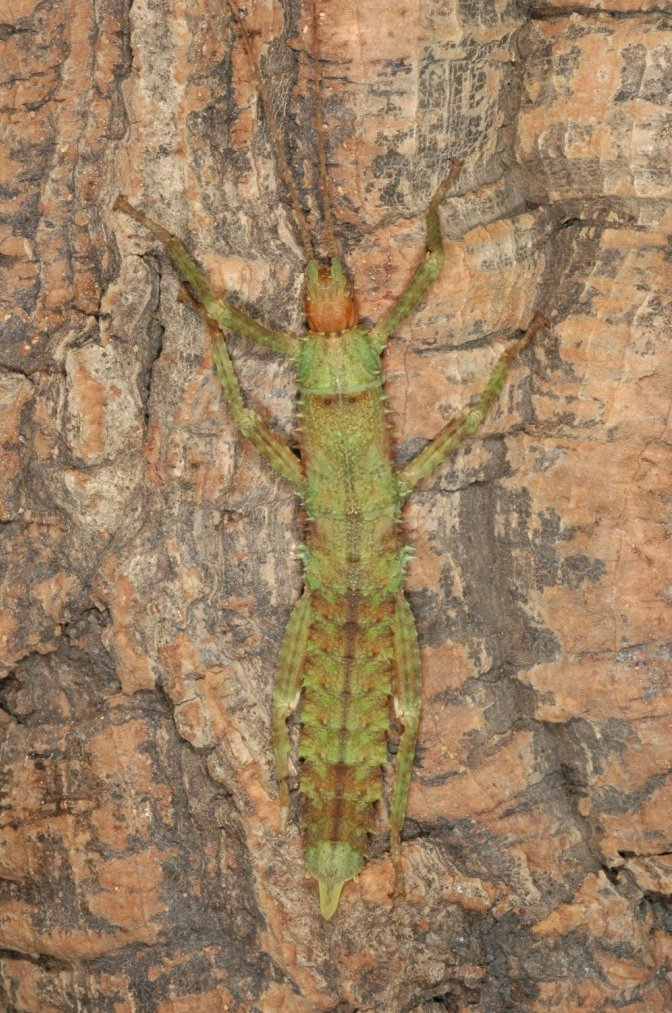
Neanide femmina